# Jonathan Gottschall
Jonathan Gottschall (nascido em 20 de setembro de 1972) é um estudioso literário americano especializado em literatura e evolução. Ele detém o título de Distinguished Fellow no departamento de inglês do Washington & Jefferson College, na Pensilvânia.

## Educação
Ele completou seu PhD em Inglês na State University of New York em Binghamton, onde trabalhou com David Sloan Wilson.

## Reconhecimento
Gottschall foi perfilado pelo The New York Times e The Chronicle of Higher Education. Seu trabalho foi apresentado em um artigo na Science descrevendo literatura e evolução.

## Obras selecionadas
Sua obra The Rape of Troy: Evolution, Violence and the World of Homer analisa a violência nos poemas épicos homéricos Ilíada e Odisseia através das lentes da psicologia evolucionista. Gottschall argumenta que quase todos os conflitos violentos centrais nos épicos têm origem em conflitos por mulheres. Ele argumenta que isto reflete uma escassez real de mulheres na sociedade grega antiga, impulsionada pelo infanticídio feminino e pela prática de concentrar mulheres escravizadas nas famílias de homens poderosos, que eram tratados como propriedade sexual exclusiva dos senhores.
Literature, Science and a New Humanities defende que as humanidades, e os estudos literários em particular, precisam valer-se de métodos de investigação quantitativos e objetivos, bem como dos tradicionais qualitativos e subjetivos, se quiserem produzir conhecimento cumulativo e progressivo, e fornece uma série de estudos de caso que aplicam métodos quantitativos a contos de fadas e folclóricos em todo o mundo para responder a questões sobre os universais e as diferenças humanas.
Em 2021, Gottschall publicou The Story Paradox: How Our Love of Storytelling Builds Societies and Tears Them Down . Kirkus Reviews atribuiu a Gottschall o fornecimento de "novas percepções sobre as maneiras como entendemos a realidade". O livro também recebeu uma análise duramente crítica de Timothy D. Snyder no New York Times. Isso levou a cartas ao editor de Gottschall e Steven Pinker, cujo trabalho também foi duramente criticado.